# Гершбах (Вальмерод)
Гершбах (нім. Herschbach) — громада в Німеччині, розташована в землі Рейнланд-Пфальц. Входить до складу району Вестервальд. Складова частина об'єднання громад Вальмерод.
Площа — 4,63 км2. Населення становить 912 ос. (станом на 31 грудня 2020).